# Ryōsei Tayama
Ryōsei Tayama (田山涼成?, Tayama Ryōsei; Nagoya, 9 agosto 1951) è un attore giapponese.
Ha iniziato la sua carriera negli anni sessanta, per poi passare al varietà e in seguito al cinema. Svolge ruolo di supporto in molti dorama televisivi a fianco di giovani idol.

## Filmografia

### Televisione
- Kinō nani tabeta?  (TV Tokyo, 2019)
- Great Teacher Onizuka (Fuji TV, 2012)
- Hungry! (Fuji TV, 2012)
- Ranma ½, regia di Ryo Nishimura  (2011)
- Nazotoki wa Dinner no Ato de (Fuji TV, 2011, ep7)
- HUNTER ~Sono Onnatachi, Shoukin Kasegi~ (KTV, 2011, ep1)
- Tsukahara Bokuden (NHK, 2011)
- Hancho 4 (TBS, 2011)
- Hancho 3 (TBS, 2010)
- Hancho 2 (TBS, 2010)
- Tobo Bengoshi (Fuji TV, 2010, ep7)
- Real Clothes (Fuji TV, 2009, ep9)
- Hontou ni Atta Kowai Hanashi Tsuku Otoko (Fuji TV, 2009)
- Atashinchi no danshi (Fuji TV, 2009)
- Hancho (TBS, 2009)
- Choshokutei (WOWOW, 2009)
- Tokumei Kakarichou Tadano Hitoshi 4 (TV Asahi, 2009)
- Shin Kasouken no Onna 4 (TV Asahi, 2008, ep2)
- Celeb to Binbo Taro (Fuji TV, 2008)
- Shikaotoko Aoniyoshi (Fuji TV, 2008)
- Meitantei Conan - Kudō Shin'ichi no fukkatsu! - Kuro no soshiki to no confrontation (NTV, 2007)
- Otoko no Kosodate (TV Asahi, 2007)
- Hou no Niwa (Fuji TV, 2007)
- Benkyo Shiteitai! (NHK, 2007)
- Karei naru Ichizoku (TBS, 2007, ep3)
- Tokumei Kakarichou Tadano Hitoshi 3 (TV Asahi, 2007)
- Kamisama Kara Hitokoto (WOWOW, 2006)
- Shimokita GLORY DAYS (TV Tokyo, 2006, ep7 & 8)
- Kurosagi - Il truffatore nero (TBS, 2006)
- Happy! (TBS, 2006)
- Honto ni Atta Kowai Hanashi Shinigami (Fuji TV, 2005)
- Chakushin Ari (TV Asahi, 2005)
- Jikou Keisatsu (TV Asahi, 2006, ep07)
- Kobayakawa Nobuki no Koi (Fuji TV, 2006)
- Shokatsu Keiji 2 (Fuji TV, 2006)
- Oniyome Nikki (Fuji TV, 2005)
- Rikon Bengoshi 2 (Fuji TV, 2005, ep4)
- Haru to Natsu (NHK, 2005)
- Koi ni Ochitara (Fuji TV, 2005, ep2)
- Tokumei Kakarichou Tadano Hitoshi 2 (TV Asahi, 2005)
- Fuyu no Undokai (NTV, 2005)
- Gekidan Engimono Automatic (Fuji TV, 2004)
- Mother and Lover (Fuji TV, 2004)
- Toride Naki Mono (TV Asahi, 2004)
- Honto ni Atta Kowai Hanashi Sasou Hitobito (Fuji TV, 2004, ep11)
- Shiroi Kyoto (Fuji TV, 2003)
- Tokumei Kakarichou Tadano Hitoshi (TV Asahi, 2003)
- Tengoku no Daisuke e (NTV, 2003)
- Bara no Jyujika (Fuji TV, 2002)
- Kaidan Hyaku Monogatari (Fuji TV, 2002, ep1)
- Sora Kara Furu Ichioku no Hoshi (Fuji TV, 2002)
- Gokusen (NTV, 2002)
- Trick 2 (TV Asahi, 2002)
- Hero (Fuji TV, 2001, ep8)
- Ai wa Seigi (TV Asahi, 2001)
- Blackjack 2 (TBS, 2000)
- Omiai Kekkon (Fuji TV, 2000)
- Salaryman Kintaro (TBS, 1999)
- Majo no jōken (TBS, 1999)
- Hashire Koumuin (Fuji TV, 1998)
- Nemureru Mori (Fuji TV, 1998)
- Harmonia (NTV, 1998)
- Oshigoto Desu (Fuji TV, 1998)
- Ryutsu Senso (NHK, 1998)
- Souri to Yobanaide (Fuji TV, 1997)
- Kanojo Tachi no Kekkon (Fuji TV, 1997)
- Stalker Nigekirenu Ai (NTV, 1997)
- Oishii Kankei (Fuji TV, 1996)
- Toumei Ningen (NTV, 1996)
- Sono Ki ni Naru Made (TBS, 1996)
- Dear Woman (TBS, 1996)
- Papa Survival (TBS, 1995)
- Hoshi no Kinka (NTV, 1995)
- 29-sai no Christmas (Fuji TV, 1994)
- Deatta Koro no Kimi de Ite (NTV, 1994)
- Homura Tatsu (NHK, 1993)
- Ano Hi ni Kaeritai (Fuji TV, 1993)

### Cinema
- Otoko wa Tsurai yo Torajiro no Seishun (1992)
- Niji o Tsukamu Otoko (1997)
- Zukkoke-san nigumi (1998)
- GTO: The Movie (1999)
- Hi wa Mata Noboru (2002)
- Pika*nchi Life is Hard Dakedo Happy (2002)
- Tokyo Genpatsu (2004)
- Hanochi (2004)
- Tenshi ga Orita Hi (2005)
- Yoru no Picnic (2006)
- Niji no Megami / Rainbow Song (2006)
- Kayokyoku Dayo, Jinsei wa / Tokyo Rhapsody (2007)
- Tokumei Kakaricho Tadano Hitoshi - Saigo no Gekijoban (2008)